# Acrogomphus jubilaris
Acrogomphus jubilaris – gatunek ważki z rodziny gadziogłówkowatych (Gomphidae).